# Pałac w Horochowie
Pałac w Horochowie – pałac wybudowany przez Waleriana Stroynowskiego w stylu empire na przełomie XVIII w. i XIX w.

## Budowniczy, właściciele
Walerian Stroynowski (1753–1834) był podkomorzym buskim, senatorem rosyjskim, odznaczonym  w 1784 r. Orderem Orła Białego. Około 1780 r. poślubił Aleksandrę z Tarnowskich (primo voto – Jełowiecka), starościnę bracławską, z którą dochował się córki – Walerii Tarnowskiej (1782–1849). Po niej właścicielem pałacu był jej syn Tadeusz Antoni Tarnowski (1819–1890). Pod koniec XIX w. kolejnym posiadaczem pałacu został Świstunow, a następnie Ludersowie.

## Historia
Na początku XIX w. wielki pałac posiadał bogate zbiory sztuki, które następnie trafiły do pałacu w Dzikowie, własności Tarnowskich. Natomiast w pierwszych latach XX w. w ocalałym skrzydle obiektu znajdował się urząd starostwa.

## Architektura, wyposażenie
Pałac był budynkiem dwupiętrowym, zbudowanym na planie wydłużonego prostokąta, zwieńczonym czterospadowym dachem otoczony ogrodem angielskim. Obiekt, zrujnowany pod koniec XIX w., został odbudowany na początku XX w. W pałacu znajdowały się zbiory: obrazów malarzy francuskich, niderlandzkich, niemieckich, włoskich; rzeźb starożytnych i nowożytnych, z Herkulanum i Pompei, z Perseuszem, Kupidynem, Psyche, wazami; stoły z mozaiki, kryształy; biblioteka z polskimi i zagranicznymi woluminami, rycinami i numizmatami.